# Spojená sebeobrana Kolumbie

Logo 'AUC'

Spojená sebeobrana Kolumbie neboli AUC (Autodefensas Unidas de Colombia) jsou pravicové nezávislé ozbrojené síly v Kolumbii, které vznikly v roce 1997 jako obranná reakce bohatých zájmových skupin (včetně drogových kartelů) na působení levicových skupin FARC a ELN. Po únosu a vraždě jednoho z klanu Castaňů jeho synové přísahali pomstu levicovým silám. Jednotky AUC tak vznikly na základě soukromých armád některých drogových bossů, těší se například rozsáhlé podpoře šéfa medelínského kartelu José Rodrigueze Gachy. V čele AUC stojí Carlos Castaňo, který dokázal vybudovat armádu 9 000 mužů. AUC však brzo přestaly bojovat pouze proti guerillám a snažily se umlčet své odpůrce – žurnalisty, levicové intelektuály či příslušníky odborů.